# Catherine Keener
Catherine Ann Keener (Miami, 1959. március 26. –) amerikai színésznő.
Két alkalommal jelölték Oscar-díjra legjobb női mellékszereplő kategóriában, A John Malkovich menet (1999) és a Capote (2005) című filmekben nyújtott alakításáért. További, a filmkritikusok által elismert szerepei közé tartozik a 40 éves szűz (2005), az Út a vadonba (2007), a Kis-nagy világ (2008) és a Tűnj el! (2017). Keener Nicole Holofcener rendezőnő múzsája, akinek eddigi összes filmjében szerepelt.

## Színészi pályafutása
Az Ohara című sorozatban (melyet 1987 és 1988 között sugároztak) mellékszerepben Cricket Sideris hadnagyot játszotta Pat Morita oldalán. Első filmes szerepét az 1986-as Mi történt az éjjel? című romantikus vígjátékban kapta, bár ebben mindössze egy egysoros szöveget kellett elmondania. Habár a következő években szakmailag nehézségekkel küszködött, a Survival Quest című 1989-es alacsony költségvetésű film fordulópontot jelentett az életében: a forgatás közben ismerte meg későbbi férjét, Dermot Mulroneyt.
A Seinfeld című sorozatban vendégszereplőként Jerry művész barátnőjeként tűnt fel, aki híres portrét fest Kramerről. Első főszerepét az 1991-es Johnny Suede című filmben szerezte meg, Tom DiCillo rendezésében. Keener az akkor még ismeretlennek számító Brad Pitt-tel dolgozott együtt. Alakítása kritikai sikert aratott és Independent Spirit-díjra jelölték érte legjobb női főszereplő kategóriában. Az 1995-ös Csapnivaló című független vígjátékban (szintén DiCillo rendezése) férjével, Dermot Mulroneyval közösen alakított. Két évvel később a Walking and Talking című független film újabb Independent Spirit-díj jelölést adott a színésznőnek. A később kultuszfilm-státuszba emelkedett filmet Nicole Holofcener rendezte.

### 2000 után
A 2000-es év hozta el számára első Oscar-jelölését legjobb női mellékszereplő kategóriában. Keenert A John Malkovich menet című Spike Jonze-filmben nyújtott alakításáért jelölték a díjra. 2001-ben újabb Holofcener-filmben szerepelt (Lovely & Amazing) és egy harmadik Independent Spirit-díj jelölést is szerzett. 2002-ben Edward Nortonnal közösen szerepelt a Burn This című off-Broadway darabban, továbbá a Dögölj meg, Smaci! című fekete komédiában.
2005 termékeny év volt a színésznő életében. Szerepelt A tolmács című politikai thrillerben, a Jack és Rose balladája című drámában, valamint a 40 éves szűz című romantikus vígjátékban Steve Carell partnere volt. Szakmailag a szintén 2005-ös Capote című életrajzi film volt jelentős Keener számára, mert alakításával számos díjat, köztük egy újabb Oscar-jelölést is magáénak tudhatott.
2007-ben Jan Burres szerepét osztották rá Sean Penn Út a vadonba című életrajzi drámájában. A Jon Krakauer azonos című bestselleréből készült film kritikai sikert aratott. A megtörtént esetet (az 1965-ös Sylvia Likens-gyilkosságot) feldolgozó, szintén 2007-es Bűnök című bűnügyi drámában alakítását Primetime Emmy-jelöléssel jutalmazták legjobb női főszereplő (televíziós minisorozat vagy tévéfilm) kategóriában. 2008-ban a Philip Seymour Hoffman által megformált szereplő feleségét játszotta a Charlie Kaufman rendezői debütálásának számító Kis-nagy világban. 2012-ben Keener ismét Hoffman felesége volt A búcsúkoncert című filmben. Keener 2015-ben szerepet kapott a HBO Mutassatok egy hőst! című ötrészes minisorozatában.

## Magánélete
1990-ben házasodott össze a színész Dermot Mulroneyval. 1999-ben született meg fiuk, Clyde. 2005 óta külön éltek, 2007 júniusában Mulroney válókeresetet adott be, kibékíthetetlen ellentétekre hivatkozva. Válásukat 2007. december 19-én tették hivatalosan is véglegessé.

## Filmográfia

### Film
| Év   | Magyar cím                                     | Eredeti cím                                        | Szerep                 | Magyar hang         |
| ---- | ---------------------------------------------- | -------------------------------------------------- | ---------------------- | ------------------- |
| 1986 | Mi történt az éjjel?                           | About Last Night...                                | koktél pincérnő        |                     |
| 1989 |                                                | Survival Quest                                     | Cheryl                 |                     |
| 1990 | Csapdában                                      | Catchfire                                          | kamionos barátnője     | Madarász Éva        |
| 1991 | Farkangyal                                     | Switch                                             | Steve titkárnője       | Tóth Enikő          |
| 1991 |                                                | Johnny Suede                                       | Yvonne                 |                     |
| 1991 | Thelma és Louise (törölt jelenet)              | Thelma & Louise                                    | Hal felesége           |                     |
| 1992 | Mordály a tarsolyomban                         | The Gun in Betty Lou's Handbag                     | Suzanne                |                     |
| 1993 | Özvegyek klubja                                | The Cemetery Club                                  | Ester lánya            |                     |
| 1995 | Csapnivaló                                     | Living in Oblivion                                 | Nicole Springer        | Udvaros Dorottya    |
| 1996 |                                                | Walking and Talking                                | Amelia                 |                     |
| 1996 | Fiúk                                           | Boys                                               | Jilly                  |                     |
| 1996 | Holdfényszelence                               | Box of Moonlight                                   | Floatie Dupre          |                     |
| 1997 | A szőke az igazi                               | The Real Blonde                                    | Mary                   | Incze Ildikó        |
| 1998 | Mint a kámfor                                  | Out of Sight                                       | Adele Delisi           | Juhász Judit        |
| 1998 | Mint a kámfor                                  | Out of Sight                                       | Adele Delisi           | Farkasinszky Edit   |
| 1998 | Egy erkölcstelen mese                          | Your Friends & Neighbors                           | Terri                  | Orosz Anna          |
| 1999 | 8 mm                                           | 8mm                                                | Amy Welles             | Tóth Ildikó         |
| 1999 | Simpatico                                      | Simpatico                                          | Cecilia                | Györgyi Anna        |
| 1999 | A John Malkovich menet                         | Being John Malkovich                               | Maxine Lund            | Antal Olga          |
| 2001 |                                                | Lovely & Amazing                                   | Michelle Marks         |                     |
| 2002 | Adaptáció                                      | Adaptation                                         | önmaga (cameo)         |                     |
| 2002 | Szemből telibe                                 | Full Frontal                                       | Lee                    | Kovács Nóra         |
| 2002 | Dögölj meg, Smaci!                             | Death to Smoochy                                   | Nora Wells             | Tóth Ildikó         |
| 2002 | Simone                                         | Simone                                             | Elaine Christian       | Kovács Nóra         |
| 2005 | Jack és Rose balladája                         | The Ballad of Jack and Rose                        | Kathleen               | Incze Ildikó        |
| 2005 | A tolmács                                      | The Interpreter                                    | Dot                    | Andresz Kati        |
| 2005 | 40 éves szűz                                   | The 40-Year-Old Virgin                             | Trish Piedmont         | Tóth Enikő          |
| 2005 | Capote                                         | Capote                                             | Harper Lee             | Ráckevei Anna       |
| 2006 | Jóbarátnők                                     | Friends with Money                                 | Christine              | Németh Kriszta      |
| 2007 | Bűnök                                          | An American Crime                                  | Gertrude Baniszewski   | Nagy-Németh Borbála |
| 2007 | Út a vadonba                                   | Into the Wild                                      | Jan Burres             | Farkasinszky Edit   |
| 2008 | Hamlet 2.                                      | Hamlet 2                                           | Brie Marschz           |                     |
| 2008 | Minden azzal kezdődött                         | What Just Happened                                 | Lou Tarnow             | Vándor Éva          |
| 2008 | Kis-nagy világ                                 | Synecdoche, New York                               | Adele Lack             | Kovács Nóra         |
| 2008 | Genova                                         | Genova                                             | Barbara                | Kovács Nóra         |
| 2009 | A szólista                                     | The Soloist                                        | Mary Weston            | Kovács Nóra         |
| 2009 | Ahol a vadak várnak                            | Where the Wild Things Are                          | Connie                 | Takács Andrea       |
| 2010 | Adni jó                                        | Please Give                                        | Kate                   | Vándor Éva          |
| 2010 | A furcsa srác                                  | Cyrus                                              | Jamie                  | Frajt Edit          |
| 2010 | Villámtolvaj – Percy Jackson és az olimposziak | Percy Jackson & the Olympians: The Lightning Thief | Sally Jackson          | Bánsági Ildikó      |
| 2010 |                                                | Trust                                              | Lynn Cameron           |                     |
| 2011 | Csípem a családod                              | The Oranges                                        | Paige Walling          | Vándor Éva          |
| 2011 | Béke, szerelem és félreértés                   | Peace, Love & Misunderstanding                     | Diane                  | Bertalan Ágnes      |
| 2011 |                                                | Maladies                                           | Catherine              |                     |
| 2012 | A búcsúkoncert                                 | A Late Quartet                                     | Juliette Gelbart       | Frajt Edit          |
| 2013 | Croodék                                        | The Croods                                         | Ugga (hangja)          | Kerekes Viktória    |
| 2013 | Exek és szeretők                               | Enough Said                                        | Marianne               | Frajt Edit          |
| 2013 | Phillips kapitány                              | Captain Phillips                                   | Andrea Phillips        | Nyakó Júlia         |
| 2013 | A Jackass bemutatja: Rossz nagyapó             | Jackass Presents: Bad Grandpa                      | Ellie                  |                     |
| 2014 |                                                | War Story                                          | Lee                    |                     |
| 2014 | Szerelemre hangszerelve                        | Begin Again                                        | Miriam                 | Frajt Edit          |
| 2014 | Elefánt dal                                    | Elephant Song                                      | Susan Peterson         | Kovács Nóra         |
| 2015 | Véletlenből szerelem                           | Accidental Love                                    | Pam Hendrickson        | Kovács Nóra         |
| 2016 |                                                | Unless                                             | Reta                   |                     |
| 2017 | Tűnj el!                                       | Get Out                                            | Missy Armitage         | Kovács Nóra         |
| 2017 |                                                | Little Pink House                                  | Susette Kelo           |                     |
| 2017 | Búcsú Greenéktől                               | We Don't Belong Here                               | Nancy Green            | Kovács Nóra         |
| 2017 |                                                | November Criminals                                 | Fiona                  |                     |
| 2018 |                                                | Nostalgia                                          | Donna Beam             |                     |
| 2018 | Sicario 2. – A zsoldos                         | Sicario: Day of the Soldado                        | Cynthia Foards         | Tóth Enikő          |
| 2018 | A Hihetetlen család 2.                         | Incredibles 2                                      | Evelyn Deavor (hangja) | Sipos Eszter Anna   |
| 2020 | Croodék: Egy új kor                            | The Croods: A New Age                              | Ugga (hangja)          | Kerekes Viktória    |
| 2021 |                                                | No Future                                          | Claire                 |                     |
| 2022 | Jegesmedve                                     | Polar Bear                                         | narrátor               |                     |
| 2022 | Az Adam-projekt                                | The Adam Project                                   | Maya Sorian            | Tóth Enikő          |
| 2024 | Joker: Kétszemélyes téboly                     | Joker: Folie à Deux                                | Maryanne Stewart       | Fullajtár Andrea    |

### Televízió
| Év        | Magyar cím                   | Eredeti cím               | Szerep                  | Megjegyzések                                              |
| --------- | ---------------------------- | ------------------------- | ----------------------- | --------------------------------------------------------- |
| 1986      |                              | L.A. Law                  | pincérnő                | 1 epizód                                                  |
| 1987      |                              | Ohara                     | Cricket Sideris hadnagy | 11 epizód                                                 |
| 1988–1989 |                              | Knightwatch               | Rebecca                 | 2 epizód                                                  |
| 1989      |                              | CBS Summer Playhouse      | Jan Engle               | 1 epizód                                                  |
| 1992      | Seinfeld                     | Seinfeld                  | Nina                    | 1 epizód                                                  |
| 1996      |                              | Heroine of Hell           | Magda                   | tévéfilm                                                  |
| 1996      | Ha a falak beszélni tudnának | If These Walls Could Talk | Becky Donnelly          | tévéfilm ("1952" című szegmens)                           |
| 2015      | Mutassatok egy hőst!         | Show Me a Hero            | Mary Dorman             | minisorozat (5 epizód)                                    |
| 2018–2020 | Most nevess!                 | Kidding                   | Deirdre                 | - főszereplő (20 epizód) - magyar hangja: - Ráckevei Anna |
| 2018      |                              | Forever                   | Kase                    | visszatérő szereplő (5 epizód)                            |
| 2019      | Modern szerelem              | Modern Love               | Julie                   | - 2 epizód - magyar hangja: - Kovács Nóra                 |
| 2021      | A cseresznye vadiúj íze      | Brand New Cherry Flavor   | Boro                    | - főszereplő - magyar hangja: - Kovács Nóra               |

## Fordítás
Ez a szócikk részben vagy egészben  a   Catherine Keener című angol Wikipédia-szócikk ezen változatának fordításán alapul.  Az eredeti cikk szerkesztőit annak laptörténete sorolja fel. Ez a jelzés csupán a megfogalmazás eredetét és a szerzői jogokat jelzi, nem szolgál a cikkben szereplő információk forrásmegjelöléseként.